# Chironax melanocephalus
Chironax melanocephalus је врста слепог миша (Chiroptera) из породице великих љиљака (Pteropodidae).

## Распрострањење
Ареал врсте је ограничен на мањи број држава. Врста је присутна у следећим државама: Индонезија, Брунеј, Тајланд и Малезија.

## Станиште
Станиште врсте су шуме. Врста је присутна на подручју острва Суматра у Индонезији.

## Угроженост
Ова врста је наведена као последња брига, јер има широко распрострањење и честа је врста.